# Баді II
Баді II Абу Дігна (*араб. بادي الثاني; д/н — 1681) — 13-й макк (султан) Сеннару в 1644—1681 роках. Лакаб Абу Дігна перекладається як «Бородань».

## Життєпис
Походив з династії Фунджі. Син макка Рабата I. 1644 року посів трон. Проводив активну зовнішню політику в західному напрямку. Розпочав формування рабського війська, переважно з населення Нубії.
Зумів встановити зверхність над невеличкою державою Такалі в Нубійських горах. Потім перейшов у наступ на Кордофан, північ і захід якого зумів захопити. 1650 року зайняв область Білого Нілу, завдавши поразки арабським племенам абдалабі, що мали підтримку від Османської імперії. В результаті ліквідовано напівнезалежний статус абдалабі. До середини 1650-х років переміг дарфурського султана Мусу, який визнав зверхність Сеннару.
Помер 1681 року. Йому спадкував небіж Унсал II.